# Метод Сент-Лаґю
Метод Вебстера, також відомий як метод Сент-Лаґю (французька вимова: [sɛ̃t.la.ɡy]), є методом найвищих середніх, який використовується як метод розподілу для розподілу місць у парламенті між федеративними одиницями або між партіями в системі пропорційного представництва за партійними списками. Метод Сент-Лаґю забезпечує рівніше співвідношення голосів до мандатів для партій різного розміру порівняно з іншими методами розподілу.
Цей метод уперше описав 1832 року американський державний діяч і сенатор Данієль Вебстер. У 1842 році метод було прийнято для пропорційного розподілу місць у представництві США в Конгресі (Акт від 25 червня 1842 року, ch 46, 5 Stat. 491). Незалежно від цього, той самий метод було винайдено у 1910 році французьким математиком Андре Сент-Лаґю.

## Опис
Після підрахунку всіх голосів для кожної партії обчислюються послідовні частки. Формула для обчислення частки така:
{\displaystyle {\text{частка}}={\frac {V}{s+0.5}}}
де:
- V — загальна кількість голосів, отриманих партією;
- s — кількість місць, які вже було виділено цій партії (спочатку 0 для всіх партій).

Партія з найвищим значенням частки отримує наступне місце, і її частка перераховується. Цей процес повторюється, доки всі місця не буде розподілено.
Метод Вебстера/Сент-Лаґю не гарантує, що партія, яка набрала понад половину голосів, отримає щонайменше половину місць, що може статися, коли партії з невеликим перевищенням понад 50% голосів "округлюють донизу" до менш ніж 50% місць. Також метод не гарантує, що партія з меншістю голосів не отримає більшість місць — з приблизно тієї ж причини.
Часто застосовується виборчий поріг, тобто щоб претендувати на місця, партія повинна набрати мінімальний відсоток голосів.

### Приклад
У цьому прикладі 230 000 виборців визначають розподіл 8 місць між 4 партіями. Оскільки розподіляється 8 місць, голоси кожної партії послідовно діляться на 0.5, 1.5, 2.5 (а далі за потреби на 3.5, 4.5, 5.5, 6.5 тощо за вищезгаданою формулою), кожного разу, коли кількість голосів є найбільшою на поточному етапі обчислення.
Для порівняння в колонці «Точна пропорція» показано дробову кількість місць, яку партія мала б отримати пропорційно до кількості голосів. (Наприклад, 100,000/230,000 × 8 = 3.48.)
| раунд (1 місце за раунд)   | 1           | 2           | 3             | 4           | 5             | 6          | 7           | Отримано місць (жирним) |
| -------------------------- | ----------- | ----------- | ------------- | ----------- | ------------- | ---------- | ----------- | ----------------------- |
| Партія A (100,000 голосів) | 200,000 0+1 | 66,666.67 1 | 66,666.67 1+1 | 40,000 2    | 40,000 2      | 40,000 2+1 | 28571.42 3  | 3                       |
| Партія B (80,000 голосів)  | 160,000 0   | 160,000 0+1 | 53,333.33 1   | 53,333.33 1 | 53,333.33 1+1 | 32,000 2   | 32,000 2+1  | 3                       |
| Партія C (30,000 голосів)  | 60,000 0    | 60,000 0    | 60,000 0      | 60,000 0+1  | 20,000 1      | 20,000 1   | 20,000 1    | 1                       |
| Партія D (20,000 голосів)  | 40,000 0    | 40,000 0    | 40,000 0      | 40,000 0    | 40,000 0      | 40,000 0+1 | 13,333.33 1 | 1                       |

8 найбільших значень (на поточному етапі обчислення) позначено зірочкою: від 200,000 до 40,000; кожна з цих партій отримує по місцю.
Нижча таблиця — зручний спосіб виконати розрахунок:
| Знаменник | /0.5     | /1.5       | /2.5    | Отримано місць (*) | Точна пропорція |
| --------- | -------- | ---------- | ------- | ------------------ | --------------- |
| Партія A  | 200,000* | 66,666.67* | 40,000* | 3                  | 3.5             |
| Партія B  | 160,000* | 53,333.33* | 32,000* | 3                  | 2.8             |
| Партія C  | 60,000*  | 20,000     | 12,000  | 1                  | 1.0             |
| Партія D  | 40,000*  | 13,333.33  | 8,000   | 1                  | 0.7             |
| Разом     | Разом    | Разом      | Разом   | 8                  | 8               |

| Партія | Партія   | Голосів (%) | Пропорційна система — метод Сент-Лаґю | Пропорційна система — метод Сент-Лаґю | Пропорційна система — метод Сент-Лаґю |
| ------ | -------- | ----------- | ------------------------------------- | ------------------------------------- | ------------------------------------- |
| Партія | Партія   | Голосів (%) | Кількість місць                       | Місця (%)                             |                                       |
|        | Партія A | 43.5%       | 3                                     | 37.5%                                 |                                       |
|        | Партія B | 34.8%       | 3                                     | 37.5%                                 |                                       |
|        | Партія C | 13.0%       | 1                                     | 12.5%                                 |                                       |
|        | Партія D | 8.7%        | 1                                     | 12.5%                                 |                                       |
| РАЗОМ  | РАЗОМ    | 100%        | 8                                     | 100%                                  |                                       |

Для порівняння, метод д'Ондта розподілив би чотири місця партії A та не дав би жодного партії D, що відображає характерну для методу д'Ондта надрепрезентацію великих партій.